# Dave Anderson (Filmtechniker)
Dave Anderson ist/war ein US-amerikanischer Filmtechniker. Er war Mitte der 1950er Jahre Head of Electrical Production bei 20th Century Fox und wurde mit einem Sonder-Oscar im Bereich „Technische Verdienste“ ausgezeichnet.
Auf der Oscarverleihung 1956 wurde Anderson mit dem Technical Achievement Award „für die Entwicklung eines verbesserten Scheinwerfers, der in der Lage ist, einen festen Lichtkreis mit konstanter Intensität über verschiedene Entfernungen aufrechtzuerhalten“ („for an improved spotlight capable of maintaining a fixed circle of light at constant intensity over varied distances“) ausgezeichnet. Bei dem Preis handelt es sich um eine sogenannte Class III-Auszeichnung, da die Preisträger keine Oscar-Statuette (Class I) oder Oscar-Plakette (Class II) erhalten, sondern ein Oscar-Zertifikat. Verlesen wurden ihre Namen von Claire Trevor und Mel Ferrer.